# The Rivingtons
The Rivingtons est un groupe américain de doo-wop des années 1960, principalement connu pour leurs succès Papa-Oom-Mow-Mow et The Bird's a Word, tous deux popularisés dans le titre Surfin' Bird du groupe The Trashmen.
Initialement nommé The Lamplighters et intégrant Thurston Harris, le groupe passe par de nombreux autres pseudonymes (notamment The Sharps sur le titre Little Bitty Pretty One) et accompagne ponctuellement plusieurs artistes en session (Paul Anka, Duane Eddy, Jimmy Witherspoon ou Lil Greenwood) ou sur scène (The Orioles).
À travers les époques, le groupe compte parmi ses membres Matthew Nelson (basse), Leon Hughes (baryton), Willie Ray Rockwell (ténor), Thurston Harris (ténor de tête), Alfred Frazier (baryton), John Sonny Harris (baryton), Turner "Rocky" Wilson, Jr. (basse), Carl White et son frère Madero White, Eddie Jones, Harold Lewis, Daryl White, Clay Hammond et Andrew Butler.

## Histoire

### 1952-1955: The Lamplighters
La genèse du groupe remonte au printemps 1952 à la Jordan High School de Los Angeles où trois jeunes, Willie Ray Rockwell, Matthew Nelson et Leon Hughes, se rencontrent et chantent dans de petits clubs locaux. Ils se produisent notamment au Barrel House de Johnny Otis et Bardu Ali à Watts. L'un de ces soirs, ils participent à un concours de jeunes talents et perdent le premier prix de 25$ face à un jeune chanteur provenant de l'Indiana, Thurston Harris, qui prétend être le chanteur des Five Royales (en) en interprétant leur titre Help Me Somebody, alors n°1 au Billboard. Les trois chanteurs proposent à Harris d'intégrer le groupe et ils se produisent dans de nombreuses festivités et bals des environs.
En 1953 lors d'une soirée de Hunter Hancock (en) au Club Alimony, le quatuor rencontre Al Frazier, ancien chanteur des groupes Mello-Moods et Emanons, qui leur prodigue des conseils scéniques et se voit lui aussi proposer d'entrer dans le groupe.
Toujours sans nom de scène, Johnny Otis présente alors le quintet à Ralph Bass de King Records qui leur fait signer un contrat à l'été 1953 avec Federal Records. Leon Hughes quitte l'aventure avant de pouvoir participer à l'enregistrement de leur premier titre, Part Of Me. Bass et/ou Johnny Otis imposeront leur premier nom de scène : The Lamplighters. Leur second single, Bee Bop Wino, voit Rockwell en chanteur de tête et sera leur plus beau succès dans la région de San Francisco. Durant cette première année de contrat, ils s'associent à Jimmy Witherspoon pour deux LP et Ralph Bass les propose à Lil Greenwood pour deux sorties sur lesquelles ils seront référencés par la mention "and Quartet",. Ils enregistrent plus d'une dizaine de disques pour Federal entre 1953 et 1956 mais aucun ne leur ouvre la voie des classements, en dépit de la qualité de leurs titres.
Depuis leurs débuts, hormis Frazier, les membres du groupe ne résistent pas aux tentations de l'alcool et des femmes : Harris se bat dans les bars et Nelson fait de la prison (et plus tard, Rockwell mourra tragiquement dans un accident de la route causé par l'abus d'alcool). Paradoxalement, ce sont aussi ces abus qui les feront sortir du lot : Nelson se déchausse sur scène et joue du piano pieds nus, ils sautent dans la foule durant les parties instrumentales, invitent de jeunes femmes à danser avec eux ou encore font des back flips sur scène. Tout cela donne à leurs représentations un caractère singulier même s'ils ne rencontrent aucun succès national avec leurs singles. On les voit toutefois en représentation avec Linda Hayes and the Flairs ainsi qu'à l'occasion du Tenth Anniversary Cavalcade of R&B au Wrigley Field de Los Angeles, dont les têtes d'affiches sont Ruth Brown, Count Basie et Louis Jordan.
En tournée avec Joe Liggins en fin d'année 1954, Rockwell et Nelson sont respectivement remplacés par Eddie Jones et Harold Lewis. Arrivé à Griffin en Géorgie, Harris décide de rentrer chez lui, estimant ne pas être suffisamment payé, et laisse le groupe sans leader ce qui, dès leur retour à Los Angeles, conduira Frazier à abandonner l'aventure. Mais Rockwell reprend contact et lui propose deux nouveaux membres, Carl White et Sonny Harris. Le nouveau quatuor évoluera une dernière fois lorsque Rockwell s'en ira et verra le retour de Matthew Nelson.
En mars 1955, le groupe change de nom pour The Tenderfoots. Carl White prend la voix de tête et ils enregistrent quatre titres chez Federal Records, mais le succès n'est toujours pas au rendez-vous. Le quatuor tombe par hasard sur Harris qui souhaite se relancer : en fin d'année 1955, les cinq artistes reprennent le nom de Lamplighters et Federal sort trois titres issus des premières sessions d'enregistrement du groupe. Ils montent sur scène avec Sonny Til and the Orioles et réalisent quelques représentations avec Flip Wilson. Mais il est à nouveau rapidement difficile de travailler avec Harris et le groupe le remplace par Turner Rocky Wilson III.

### 1956-1958: The Sharps
Au départ de Matthew Nelson, le groupe prend le nom de The Sharps selon les souhaits du producteur Lester Sill de Screen Gems. Il se compose maintenant de Carl White, Al Frazier, Sonny Harris et Turner Rocky Wilson.
En 1956, les Sharps sont embauchés en tant que chœurs pour un jeune chanteur de 15 ans, Paul Anka. Financée par son père, cette session voit l'enregistrement des titres I Confess / Clau - Wile - Deveest - Fontaine publiés chez RPM (référence RPM 472).
La même année, le groupe enregistre son premier single en son nom propre, Six Months, Three Weeks (Two Days And An Hour), accompagné par l'orchestre de Jack McVea, paru chez Tag Records (référence DR. 2200) et réédité deux ans plus tard chez Chess Records. Un an plus tard, après avoir enregistré pour Jamie Record, Vik et Lamp, c'est à l'appel de Thurston Harris, devenu artiste solo chez Aladdin Records, qu'ils vont connaitre leur plus grand succès : Harris s'est vu proposer la chanson Little Bitty Pretty One de Bobby Day et invite ses anciens compagnons de chant pour en réaliser les chœurs. Atteignant la 6e position au Billboard Hot 100 et la 2e au Hot R&B, leur participation est à nouveau requise sur le follow-up Do What You Did qui n'a toutefois pas le même impact commercial. Les réunions Harris/Sharps deviennent de plus en plus rares, principalement en raison de problèmes de drogue et d'alcool, même s'ils participent encore au single Be Baba Leba en 1958.
Les Sharps enregistrent All My Love chez Combo en 1958 avec Joe Green. Puis grâce à Lester Sill, ils réalisent les effets sonores, chœurs et claquement de mains sur certains des plus grands succès de Duane Eddy, notamment Rebel Rouser, sous le nom des Rebels. Ils accompagnent également Ray Anthony et plus tard encore Roy Milton.

### 1959-1962: La multiplication des pseudonymes
À la même époque, Sammy Turner (en) est chanteur dans les nighclubs de Jersey. Repéré par Bigtop Records (en), le label l'associe aux quatre chanteurs, et les cinq hommes, sous le nom de Sammy Turner and the Twisters, enregistrent Sweet Annie Laurie, une chanson de Rita Murphy adaptée d'un poème du XVIIIe siècle écrit par William Douglas. Le titre entre subrepticement dans le classement en mars 1959. Sammy Turner quitte le groupe pour entamer une carrière solo et les Twisters sont à la recherche d'un nouveau souffle : les deux années suivantes vont voir se succéder de nombreux pseudonymes, des tentatives isolées et des participations en tant que groupe de studio :
- En 1959, Carl White devient Carl Ell and the Buddies chez Combo, accompagné par un autre groupe vocal inconnu[16],
- La même année, le petit label indépendant Jan-Lar les signe pour un simple, Love Doctor, renommant le groupe The Ebbtides,
- En 1960[14], Warner Brothers les accueille sous le nom The Impax et ils enregistrent le simple Baby You're My Love / Cool Breeze[17],
- En 1961, ils deviennent les Four After Fives (aussi typographié 4 After 5s), nom provenant de l'uniforme "After Five" qu'ils portaient sur scène. Ils ne sortent qu'un seul single sous ce pseudonyme, Hello Schoolteacher!, avec le label All-Time[18] et travaille maintenant avec le producteur Kim Fowley[4].
- Cette même année voit le retour de Matthew Nelson dans le groupe. Ils optent alors pour le nom The Crenshaws d'après une rue de Los Angeles. Le single Moonlight in Vermont (une reprise d'un succès de Billy Butterfly en 1945) sort chez Warner Brothers et sera suivi du seul EP de leur carrière[19], Off Shore[18].
- Toujours en 1961, Carl White et John "Sonny" Harris s'associent à Thomas Williams et Patricia Slater pour former le groupe Carl Lester & The Showstoppers et un single sort chez Brent[20].
- Ils interviennent enfin en 1961-62 en tant que chœurs sur six titres de Donald "Dante" Drowty, enregistrés pour Imperial Records sous le nom Dante & his Friends[21].

### 1962: The Rivingtons
Un dernier changement de nom a lieu lors de leur rencontre avec les producteurs Adam Ross et Jack Levy. Rocky Wilson avait présenté au groupe une mélodie vocale intitulée Papa-Oom-Mow-Mow que tout le monde avait apprécié, y compris leur producteur de l'époque Kim Fowley. Celui-ci transmet la chanson à Ross et Levy qui proposent 1200$ et un contrat au groupe qu'ils renomment The Rivingtons d'après la rue éponyme dans l'est de New York,. Les deux producteurs tentent de convaincre Capitol Records, sans succès, et ils rejoignent finalement Liberty Records qui tardera six mois avant de le distribuer, ne sachant pas comment vendre un tel titre.
Papa-Oom-Mow-Mow (Liberty #55427) se hisse à la 48e position du Billboard Hot 100 à la fin de l'année 1962. La suite, Mama-Oom-Mow-Mow, sort dans la foulée mais le groupe ne retrouve les portes du top 50 que l'année suivante avec The Bird's the Word en obtenant une 52e place. Ces deux titres classés auront une deuxième vie dès 1963 lorsque le groupe américain The Trashmen enregistrera son titre Surfin' Bird, celui étant également repris à la fin des années 1970 par les Ramones puis The Cramps.
Après ces succès, les Rivingtons produisent des chansons plus sérieuses mais le public n'y est pas sensible. En 1965, Al Frazier devient le manager du groupe, remplacé au chant par Daryl White, mais sans nouveau succès dans les classements nationaux, ils changent régulièrement de labels (Columbia, RCA, Vee-Jay, Reprise). En 1967, ils créent leur propre label, Quan, et se renomme furtivement Carlos and The Rivingtons pour deux titres parus chez Baton Master (1967) et AGC (1968).
Ils se produisent à nouveau sur scène dans les années 1970. Une version reliftée de Papa-Oom-Mow-Mow sort en 1973 chez Wand et un dernier simple sort en 1976 chez J.D. Records, Don't Hate Your Father (part 1) / Don't Hate Your Father (part 2). En fin de décennie, le groupe se compose de Carl White, Madero White (le frère de Carl), Rocky Wilson et Sonny Harris.
Carl White meurt d'une angine aigüe à 47 ans dans sa maison de Los Angeles le 7 janvier 1980. Remplacé par Clay Hammond jusqu'en 1987 puis par Andrew Butler dans les années 1990, le groupe se produit sur le circuit des oldies.
En 1989, les Rivingtons apparaissent dans un épisode de La Loi de Los Angeles en tant que groupe de doo-wop sous le pseudonyme The Sensations. L'expérience se répète en 1990 dans l'épisode Razing Bull de la série Tribunal de nuit , sous le pseudonyme The Starlites.
Al Frazier meurt le 13 novembre 2005.

## Discographie

### Simples
| Année | Interprète référencé                    | Titre                                                         | Label           | Référence             | Classement                                |
| 1953  | The Lamplighters                        | Part Of Me / Turn Me Loose                                    | Federal         | 12149                 |                                           |
| 1953  | The Lamplighters                        | Give Me / Be-Bop Wino                                         | Federal         | 12152                 |                                           |
| 1953  | Jimmy Witherspoon with the Lamplighters | Move Me Baby / Sad Life                                       | Federal         | 12156                 |                                           |
| 1953  | Jimmy Witherspoon with the Lamplighters | Just For You / 24 Sad Hours                                   | Federal         | 12173                 |                                           |
| 1953  | Lil Greenwood and Quartet               | I'll Go / I'm Crying                                          | Federal         | 12158                 |                                           |
| 1954  | Lil Greenwood and Quartet               | All Is Forgiven / Mercy Me                                    | Federal         | 12165                 |                                           |
| 1954  | The Lamplighters                        | Smootchie / I Can't Stand It                                  | Federal         | 12166                 |                                           |
| 1954  | The Lamplighters                        | Tell Me You Care / I Used To Cry Mercy, Mercy                 | Federal         | 12176                 |                                           |
| 1954  | The Lamplighters                        | Salty Dog / Ride, Jockey, Ride                                | Federal         | 12182                 |                                           |
| 1954  | The Lamplighters                        | Five Minutes Longer / You Hear                                | Federal         | 12192                 |                                           |
| 1954  | The Lamplighters                        | Yum! Yum! / Goody Good Things                                 | Federal         | 12197                 |                                           |
| 1954  | The Lamplighters                        | I Wanna Know / Believe In Me                                  | Federal         | 12206                 |                                           |
| 1954  | The Lamplighters                        | Roll On / Love, Rock And Thrill                               | Federal         | 12212                 |                                           |
| 1955  | The Tenderfoots                         | Kissing Bug / Watussi Wussi Wo                                | Federal         | 12214                 |                                           |
| 1955  | The Tenderfoots                         | My Confession / Save Me Some Kisses                           | Federal         | 12219                 |                                           |
| 1955  | The Tenderfoots                         | I'm Yours Anyhow / Those Golden Bells                         | Federal         | 12225                 |                                           |
| 1955  | The Tenderfoots                         | Sindy / Sugar Ways                                            | Federal         | 12228                 |                                           |
| 1955  | The Lamplighters                        | Don't Make It So Good / Hug A Little, Kiss A Little           | Federal         | 12242                 |                                           |
| 1956  | The Lamplighters                        | You Were Send Down From Heaven / Bo-Peep                      | Federal         | 12255                 |                                           |
| 1956  | The Lamplighters                        | It Ain't Right / Everything's All Right                       | Federal         | 12261                 |                                           |
| 1956  | The Sharps                              | Six Months, Three Weeks / Cha Cho Hop                         | TAG / Chess     | 2200 / 1690 (02/1958) |                                           |
| 1957  | The Sharps                              | Come On / Sweet Sweetheart                                    | Jamie / Vik     | 1040 / 0264           |                                           |
| 1957  | The Sharps                              | Our Love Is Here To Stay / Lock My Heart                      | Lamp / Vogue    | 2007 / 9086           |                                           |
| 1957  | Thurston Harris and the Sharps          | Little Bitty Pretty One / I Hope You Won't Hold It Against Me | Aladdin         | 3398                  | États-Unis #6 Hot 100 États-Unis #2 R&B   |
| 1957  | The Sharps                              | What Will I Gain / Shugglin'                                  | Aladdin         | 4301                  |                                           |
| 1958  | Thurston Harris and the Sharps          | Do What You Did / I'm Asking Forgiveness                      | Aladdin         | 3399                  |                                           |
| 1958  | The Sharps                              | All My Love / Look What You've Done To Me                     | Combo / Dot     | 146 / 15806           |                                           |
| 1958  | The Sharps                              | Look At Me / Have Love, Will Travel                           | Jamie           | 1108                  |                                           |
| 1958  | The Sharps                              | Here's A Heart / Gig - A - Lene                               | Jamie           | 1114                  |                                           |
| 1959  | The Ebbtides                            | Love Doctor / Lonesome                                        | Jan-Lar         | 101                   |                                           |
| 1959  | Sammy Turner and the Twisters           | Sweet Annie Laurie / Thunderbolt                              | Big Top         | 3007                  |                                           |
| 1960  | The Impax                               | Baby You're My Love / Cool Breeze                             | Warner Brothers | 5153                  |                                           |
| 1961  | The 4 After 5s                          | Hello Schoolteacher! / I Gotta have somebody (Lonely boy)     | All-Time        | 9076                  |                                           |
| 1961  | Dante & his Friends                     | Are You Just My Friend / Something Happens                    | Imperial        | 5798                  |                                           |
| 1962  | Dante & his Friends                     | Miss America / Now I've Got You                               | Imperial        | 5827                  |                                           |
| 1962  | Dante & his Friends                     | Magic Ring / Am I The One                                     | Imperial        | 5867                  |                                           |
| 1962  | The Crenshaws                           | Moonlight In Vermont / He's Got The Whole World In His Hand's | Warner Brothers | 5254                  |                                           |
| 1962  | The Rivingtons                          | Papa-Oom-Mow-Mow / Deep Water                                 | Liberty         | 55427                 | États-Unis #48 Hot 100                    |
| 1962  | The Rivingtons                          | Kickapoo Joy Juice / My Reward                                | Liberty         | 55513                 |                                           |
| 1962  | The Rivingtons                          | Mama-Oom-Mow-Mow (The Bird) / Waiting                         | Liberty         | 55528                 | États-Unis #106 Hot 100                   |
| 1963  | The Rivingtons                          | The Bird's the Word / I'm Losing My Grip                      | Liberty         | 55553                 | États-Unis #52 Hot 100 États-Unis #27 R&B |
| 1963  | The Rivingtons                          | The Shaky Bird (Part 1) / The Shaky Bird (Part 2)             | Liberty         | 55585                 |                                           |
| 1963  | The Rivingtons                          | Cherry / Little Sally Walker                                  | Liberty         | 55610                 |                                           |
| 1964  | The Rivingtons                          | The Weejee Walk / Fairy Tales                                 | Liberty         | 55671                 |                                           |
| 1964  | The Rivingtons                          | I Tried / One Monkey                                          | Reprise         | 0293                  |                                           |
| 1964  | The Rivingtons                          | All That Glitters / You Move My Baby                          | Area / Vee-Jay  | 100 / 634             |                                           |
| 1964  | The Rivingtons                          | I Love you Always / Years of Tears                            | Vee-Jay         | 649                   |                                           |
| 1965  | The Rivingtons                          | The Willy / Just Got To Be More                               | Vee-Jay         | 677                   |                                           |
| 1966  | The Rivingtons                          | Tend to Business / A Rose Growing in the Ruins                | Columbia        | 43581                 |                                           |
| 1966  | The Rivingtons                          | Yadi-Yadi-Yum-Dum / Yadi-Yadi Revisited                       | Columbia        | 43772                 |                                           |
| 1967  | The Rivingtons                          | You're gonna Play / I Don't Want A New Baby                   | Quan            | 1379                  |                                           |
| 1969  | The Rivingtons                          | Pop Your Corn Part 1 / Pop Your Corn Part 2                   | RCA             | 74-0301               |                                           |

### Albums
| Année | Interprète référencé | Titre                                                       | Label           | Référence |
| 1961  | The Crenshaws        | Off Shore / Let The Good Times Roll / Wishing Star / Manana | Warner Brothers | 5505      |
| 1962  | The Rivingtons       | Doin' the Bird                                              | Liberty         | LRP-3282  |
| 1988  | The Rivingtons       | Papa's Show Stoppers                                        | Quan            | 1930      |

### Compilations
- En 1982, Liberty produit une compilation intitulée Papa-Oom-Mow-Mow (référence LN-10184)[24],
- En 1991, les chansons sorties chez Liberty Records sont compilées sur The Rivingtons - The Liberty Years, distribué par EMI America (CDP-7-95204-2[25]) qui vient d'acquérir leur catalogue[4]. L'album sera notamment réédité en 2007 chez Shout Records sous l'intitulé Papa Oom Mow Mow[26],
- En 1995, Marginal Records diffuse All That Glitters... (référence MAR-2024[27]) reprenant leurs titres s'étalant de 1964 à 1973.

## Groupes homonymes
- En 1954, un simple intitulé Love Me Darling parait chez 2Mikes (référence 2M-101[28]). Bien que renseigné dans la discographie des Sharps[10], Discogs le considère comme un groupe distinct[29] ce qui semble cohérent puisque la dénomination du groupe de Frazier ne sera actée qu'en 1956[10].
- En 1955, un autre groupe nommé The Lamplighters signe chez Decca pour un LP (Decca 9-29669) sans être lié au groupe dont il est question ici[30].
- The Sharps est le pseudonyme de Vic Donna[31] en 1958 pour le simple We Three/Teenage Girl paru chez Win Records[32].
- De 1958 à 1960, un groupe de rock 'n roll de Washington se nomme également The Sharps[33].